# Liste der Kulturdenkmale in Dornhan
In der Liste der Kulturdenkmale in Dornhan sind alle Bau- und Kunstdenkmale der Stadt Dornhan und ihrer Teilorte verzeichnet, die im „Verzeichnis der unbeweglichen Bau- und Kunstdenkmale und der zu prüfenden Objekte“ des Landesamts für Denkmalpflege Baden-Württemberg verzeichnet sind.
Diese Liste ist nicht rechtsverbindlich. Eine rechtsverbindliche Auskunft ist lediglich auf Anfrage bei der Unteren Denkmalschutzbehörde des Landkreises Rottweil erhältlich.

## Allgemein
- Bild: Zeigt ein ausgewähltes Bild aus Commons, „Weitere Bilder“ verweist auf die Bilder im Medienarchiv Wikimedia Commons.
- Bezeichnung: Nennt den Namen, die Bezeichnung oder die Art des Kulturdenkmals.
- Lage: Straßenname und Hausnummer oder Flurstücknummer des Kulturdenkmals, gegebenenfalls auch den Ortsteil. Die Grundsortierung der Liste erfolgt nach dieser Adresse. Der Link (Karte) führt zu verschiedenen Kartendiensten mit der Position des Kulturdenkmals. Fehlt dieser Link, wurden die Koordinaten noch nicht eingetragen. Sind diese bekannt, können sie über ein Tool mit einer Kartenansicht einfach nachgetragen werden. In dieser Kartenansicht sind Kulturdenkmale ohne Koordinaten mit einem roten bzw. orangen Marker dargestellt und können durch Verschieben auf die richtige Position in der Karte mit Koordinaten versehen werden. Kulturdenkmale ohne Bild sind an einem blauen bzw. roten Marker erkennbar.
- Datierung: Baubeginn, Fertigstellung, Datum der Erstnennung oder grobe zeitliche Einordnung entsprechend des Eintrags in der zuständigen Denkmaldatenbank (Landesamt für Denkmalpflege Baden-Württemberg).
- Beschreibung: Kurzcharakteristik des Kulturdenkmals.

## Bettenhausen
| Bild           | Bezeichnung                        | Lage                                     | Datierung                  | Beschreibung | ID |
| -------------- | ---------------------------------- | ---------------------------------------- | -------------------------- | ------------ | -- |
|                | Wegkreuz                           | Bettenhausen, Birkensteigle              | 2. Hälfte des 19. Jh.      |              |    |
|                | Wegkreuz                           | Bettenhausen, Birkenstraße               | 1872                       |              |    |
|                | Katholische Pfarrkirche St. Konrad | Bettenhausen, Dorfweg 3 (Karte)          | 1894, Chor mittelalterlich |              |    |
|                | Quergeteiltes Einhaus              | Bettenhausen, Dornhaner Straße 6 (Karte) | um 1800                    |              | BW |
|                | Quergeteiltes Einhaus              | Bettenhausen, Dornhaner Straße 7 (Karte) | um 1800                    |              | BW |
|                | Gedenkstein                        | Bettenhausen, Hofäcker                   | Ende 19. Jh.               |              |    |
|                | Wegkreuz                           | Bettenhausen, Dornhaner Tal              | 1875/76                    |              |    |
|                | Wegkreuz                           | Bettenhausen, Riesensteige               | 2. Hälfte des 19. Jh.      |              |    |
| Weitere Bilder | Wasserkraftwerk Bettenhausen       | Bettenhausen, Werkstraße 17 (Karte)      | 1921–23                    |              |    |

## Busenweiler
| Bild | Bezeichnung                               | Lage                                        | Datierung                                          | Beschreibung      | ID |
| ---- | ----------------------------------------- | ------------------------------------------- | -------------------------------------------------- | ----------------- | -- |
|      | Gefallenendenkmal                         | Busenweiler, Alpirsbacher Straße            | 1930                                               |                   |    |
|      | Rathaus                                   | Busenweiler, Alpirsbacher Straße 2 (Karte)  | Grundmauern wohl mittelalterlich, Umbau im 19. Jh. | ehemalige Kapelle |    |
|      | Quergeteiltes Einhaus mit Back-/Waschhaus | Busenweiler, Alpirsbacher Straße 10 (Karte) | 1896                                               |                   |    |
|      | Unterer Gemeindebrunnen mit Brunnenstube  | Busenweiler, Brunnenstraße                  | 1861                                               |                   |    |
|      | 3 Brücken                                 | Busenweiler, Ölmühleweg (Karte)             | 19. Jh.                                            |                   | BW |
|      | Back- und Waschhaus                       | Busenweiler, Ölmühleweg 2 (Karte)           | 1930                                               |                   | BW |
|      | Ölmühle mit Mühlkanal                     | Busenweiler, Ölmühleweg 15 (Karte)          | 1832/33                                            |                   | BW |
|      | Wohn- und Wirtschaftsgebäude              | Busenweiler, Waldstraße 9 (Karte)           | 1830                                               |                   | BW |

## Dornhan
| Bild | Bezeichnung                                       | Lage                                   | Datierung                   | Beschreibung | ID |
| ---- | ------------------------------------------------- | -------------------------------------- | --------------------------- | ------------ | -- |
|      | Sühnekreuz                                        | Dornhan, Brandecker Berg               | 1618                        |              |    |
|      | Pumpwerk, Wasserhäusle                            | Dornhan, Braunhalde 15                 | 1889                        |              |    |
|      | Stadtbefestigung                                  | Dornhan, gesamtes Stadtgebiet          | 13. Jh.                     |              |    |
|      | Ev. Stadtkirche Unserer Lieben Frau               | Dornhan, Kirchplatz 8 (Karte)          |                             |              |    |
|      | Ackerbürgerhaus                                   | Dornhan, Kirchplatz 10 (Karte)         | 1799                        |              | BW |
|      | Wasserhochbehälter und Denkmal                    | Dornhan, Krankenhausstraße (Karte)     | 1889                        |              | BW |
|      | Schwere Flugabwehrstellung „Dornhan“ der LVZ West | Dornhan, Lindenbühl                    | 1939–40                     |              |    |
|      | Laufbrunnen                                       | Dornhan, bei Lochstraße 13             | 1889                        |              |    |
|      | Quergeteiltes Einhaus                             | Dornhan, Lochstraße 13 (Karte)         | Anfang des 19. Jh.          |              | BW |
|      | Wohnhaus                                          | Dornhan, Malischstraße 12 (Karte)      | Im Kern 18. Jh.             |              | BW |
|      | Realschule                                        | Dornhan, Marktplatz 12 (Karte)         | 1901                        |              | BW |
|      | Gefallenendenkmal                                 | Dornhan, bei Martin-Luther-Straße 21   | 1923                        |              |    |
|      | Bühler- und Wagnerdenkmal                         | Dornhan, Obere Torstraße (Karte)       | 1908                        |              | BW |
|      | Brauerei und Gasthof zum Pflug                    | Dornhan, Obere Torstraße 12 (Karte)    | 1852                        |              |    |
|      | Dachstuhl und Keller                              | Dornhan, Pfarrgasse 17 (Karte)         |                             |              | BW |
|      | Volksschule                                       | Dornhan, Schulstraße 2 (Karte)         | 1880/81                     |              | BW |
|      | Quergeteiltes Einhaus mit Backhaus                | Dornhan, Sternecker Weg 10 (Karte)     | 1795                        |              | BW |
|      | Wirtschaftsgebäude                                | Dornhan, bei Sternecker Weg 11 (Karte) | 1795                        |              | BW |
|      | Württembergische Markungs-Grenztafel              | Dornhan, Tanzbühl                      | Mitte 19./Anfang 20. Jh.    |              |    |
|      | Wohn- und Wirtschaftshaus                         | Dornhan, Teckstraße 4 (Karte)          | um 1800                     |              | BW |
|      | Wohn- und Wirtschaftshaus                         | Dornhan, Teckstraße 9 (Karte)          | 1866                        |              | BW |
|      | Ackerbürgerhaus                                   | Dornhan, Untere Torstraße 5 (Karte)    | 18. Jh.                     |              | BW |
|      | Ehem. Vogtei, sog. Verwaltung                     | Dornhan, Verwaltung 1 (Karte)          | 1619                        |              | BW |
|      | Wohnhaus                                          | Dornhan, Verwaltung 3 (Karte)          | 18. Jh. / 1. Hälfte 19. Jh. |              | BW |
|      | Städtisches Wasch- und Backhaus                   | Dornhan, Ziegelhütte 13 (Karte)        | 1884                        |              | BW |
|      | Pumpbrunnen                                       | Dornhan, bei Ziegelhütte 13            | 19. Jh.                     |              |    |

## Fürnsal
| Bild           | Bezeichnung                                       | Lage                                  | Datierung   | Beschreibung | ID |
| -------------- | ------------------------------------------------- | ------------------------------------- | ----------- | ------------ | -- |
|                | Brücke                                            | Fürnsal, Dorfwiesen                   | 19. Jh.     |              |    |
|                | Quergeteiltes Einhaus                             | Fürnsal, Dorfwiesenstraße 13 (Karte)  | 18./19. Jh. |              | BW |
|                | Vogtscheune der Herrschaft Sterneck               | Fürnsal, Dorfwiesenstraße 26 (Karte)  | 15-17. Jh.  |              | BW |
|                | Sägemühle                                         | Fürnsal, Fürnsaler Sägmühle 1 (Karte) | 1859/60     |              | BW |
|                | Transformatoren-Station                           | Fürnsal, bei Fürnsaler Sägmühle 1     | 1925        |              |    |
| Weitere Bilder | Staumauer und Stausee des Kraftwerks Bettenhausen | Fürnsal, Heimbacher Straße (Karte)    | ca. 1921    |              |    |
|                | Friedhofsmauer                                    | Fürnsal, bei Hohe Mauer Straße 3      | 18./19. Jh. |              |    |
|                | Backhaus                                          | Fürnsal, Kirchenweg 4 (Karte)         | 1844        |              | BW |
|                | Quergeteiltes Einhaus                             | Fürnsal, Kirchenweg 6 (Karte)         | 1742        |              | BW |
|                | Pfarrhaus                                         | Fürnsal, Kirchenweg 8 (Karte)         | 1838/39     |              | BW |
|                | Pfarrscheuer                                      | Fürnsal, Kirchenweg 10 (Karte)        | 1839/40     |              | BW |
|                | Ev. Pfarrkirche                                   | Fürnsal, Kirchenweg 12 (Karte)        | 1836–38     |              | BW |
|                | Einhaus                                           | Fürnsal, Kirchenweg 14 (Karte)        | 1808        |              | BW |
|                | Schulhaus mit Lehrerdienstwohnung                 | Fürnsal, Klingenhaldenweg 8 (Karte)   | 1808        |              | BW |
|                | Sühnekreuz                                        | Fürnsal, bei Kugelbeerstraße 1        | 15./16. Jh. |              |    |
|                | Quergeteiltes Einhaus                             | Fürnsal, Schmiedegasse 13 (Karte)     | 1828        |              | BW |

## Leinstetten
| Bild | Bezeichnung                                         | Lage                                              | Datierung             | Beschreibung | ID |
| ---- | --------------------------------------------------- | ------------------------------------------------- | --------------------- | ------------ | -- |
|      | Spital                                              | Leinstetten, Dürrenmettstetter Straße 16 (Karte)  | 1811                  |              | BW |
|      | Kath. Pfarrkirche St. Stephanus                     | Leinstetten, Dürrenmettstetter Straße 18 (Karte)  | 1558                  |              |    |
|      | Pfarrhaus                                           | Leinstetten, Dürrenmettstetter Straße 20 (Karte)  | 1847–49               |              | BW |
|      | Gefallenendenkmal                                   | Leinstetten, bei Friedhofweg 10                   | um 1920               |              |    |
|      | Grabmal                                             | Leinstetten, bei Friedhofweg 10                   | Anfang des 20. Jh.    |              |    |
|      | Grabdenkmal                                         | Leinstetten, Fürnsaler Berg                       | um 1789               |              |    |
|      | St. Wendelinus-Kapelle                              | Leinstetten, Kaltenhof 8 (Karte)                  | 1714                  |              |    |
|      | Wegkreuz                                            | Leinstetten, bei Kaltenhof 8 (Karte)              | 19. Jh.               |              | BW |
|      | Wegkreuz                                            | Leinstetten, bei Kaltenhof 36                     | Ende des 19. Jh.      |              |    |
|      | Nördliche Brücke über den Wühlsbach                 | Leinstetten, Kreisstraße 5554 (Karte)             | 1893                  |              | BW |
|      | Südliche Brücke über den Wühlsbach                  | Leinstetten, Kreisstraße 5515 (Karte)             | 1893                  |              | BW |
|      | Württembergischer Grenzpfahl                        | Leinstetten, Stegwiesen                           | 19. Jh.               |              |    |
|      | Transformatoren-Station                             | Leinstetten, Marx von Bubenhofen-Straße 9 (Karte) | 1920er Jahre          |              | BW |
|      | Brunnenstube                                        | Leinstetten, Sägwaldweg                           | 1789                  |              |    |
|      | Wegkreuz                                            | Leinstetten, Schelmenwasen                        | 1873                  |              |    |
|      | Nördliches Schlossgebäude des Schlosses Leinstetten | Leinstetten, Schloss 1 (Karte)                    | 1609                  |              |    |
|      | Südliches Schlossgebäude des Schlosses Leinstetten  | Leinstetten, Schloss 2 (Karte)                    | 18. Jh.               |              | BW |
|      | Nebengebäude von Schloss Leinstetten                | Leinstetten, Schloss 2/1 (Karte)                  | 2. Hälfte des 19. Jh. |              | BW |
|      | Glattwiesen-Brücke                                  | Leinstetten, Wehrrain                             | 1790                  |              |    |

## Marschalkenzimmern
| Bild | Bezeichnung                            | Lage                                       | Datierung      | Beschreibung | ID |
| ---- | -------------------------------------- | ------------------------------------------ | -------------- | ------------ | -- |
|      | Sühnekreuz                             | Marschalkenzimmern, Galgenbühl             | 15./16. Jh.    |              |    |
|      | Schulhaus                              | Marschalkenzimmern, Hauptstraße 36 (Karte) | 1911           |              | BW |
|      | Alte ev. Pfarrkirche mit Kirchhofmauer | Marschalkenzimmern, Hauptstraße 60 (Karte) | um 1712        |              |    |
|      | Laufbrunnen                            | Marschalkenzimmern, vor Hauptstraße 67     | spätes 19. Jh. |              |    |
|      | Quergeteiltes Einhaus                  | Marschalkenzimmern, Hauptstraße 72 (Karte) | 1828           |              | BW |
|      | Backhaus                               | Marschalkenzimmern, Im Angel 7 (Karte)     | 19. Jh.        |              | BW |
|      | Laufbrunnen                            | Marschalkenzimmern, vor Im Angel 16        | spätes 19. Jh. |              |    |
|      | Quergeteiltes Einhaus mit Nebengebäude | Marschalkenzimmern, Oberes Dorf 4 (Karte)  | 18. Jh.        |              | BW |

## Weiden
| Bild | Bezeichnung           | Lage                             | Datierung | Beschreibung | ID |
| ---- | --------------------- | -------------------------------- | --------- | ------------ | -- |
|      | Backhaus              | Weiden, Hopfauer Weg 10 (Karte)  | 1924      |              | BW |
|      | Quergeteiltes Einhaus | Weiden, Im Dorf 2 (Karte)        | 1841      |              | BW |
|      | Nikolauskirche        | Weiden, Im Dorf 14 (Karte)       |           |              |    |
|      | Quergeteiltes Einhaus | Weiden, Im Dorf 18 (Karte)       | 1848      |              | BW |
|      | Gefallenendenkmal     | Weiden, bei Römerstraße 1        | 1921      |              |    |
|      | Brunnen               | Weiden, bei Sulzer Straße 26     | 19. Jh.   |              |    |
|      | Quergeteiltes Einhaus | Weiden, Schlattstraße 31 (Karte) | 18. Jh.   |              | BW |
|      | Quergeteiltes Einhaus | Weiden, Sulzer Straße 46 (Karte) | 1825      |              | BW |